# 로잔
로잔(프랑스어: Lausanne, 이탈리아어: Losanna 로산나[*])은 스위스의 도시로 보주의 주도이다. 레만호 유역에 위치하며, 프랑스어를 사용하는 지역에 속한다. 로마 제국 시절 라우소니움이라는 이름으로 건설된 오래된 도시로서, 세계적인 관광도시이다. 문화 중심지이며 국제회의가 자주 개최되는 곳으로도 유명하다.
로잔의 인구는 약 140,000명으로 바젤, 제네바, 취리히에 이어 스위스에서 네 번째로 큰 도시이며, 전체 밀집 지역에는 약 420,000명의 주민이 있다. (2019년 1월 기준) 일반적으로 제네바 호수 지역으로 불리는 로잔-제네바의 대도시 지역(브베-몽트뢰, 이베르동레뱅, 발레 및 외국 지역 포함)은 2017년에 130만 명이 넘는 인구가 거주했으며 스위스에서 가장 빠르게 성장하고 있다.
로잔은 국제 스포츠의 중심지로, 국제 올림픽 위원회(1994년 이래로 도시를 “올림픽 수도”로 인정하고 있음), 스포츠 중재 재판소와 약 55개의 국제 스포츠 협회를 유치했다. 이 지역은 유명한 와인 재배 지역이기도 하다. 이 도시에는 28개의 역이 있는 지하철 시스템이 있어 세계에서 가장 작은 도시로 빠른 대중교통 시스템을 갖추고 있다. 로잔은 2020년 동계 청소년 올림픽을 개최했다.

## 역사
로마인들은 비디(Vidy)와 우시(Ouchy)가 위치한 호수 근처의 켈트족 정착지에서 루자나(Lousanna)라고 불리는 군 진영을 건설했다. 위의 언덕에는 Lausodunon 또는 Lousodunon이라고 불리는 요새가 있었다. ("-y" 접미사는 이 지역의 로마 기원의 많은 지명에 공통적이다(예: Prilly, Pully, Lutry 등). 서기 2세기에는 vikanor[um] Lousonnensium으로, 280년에는 lacu Lausonio로 알려졌다. 400년에는 civitas Lausanna였으며, 990년에는 Losanna로 언급되었다.

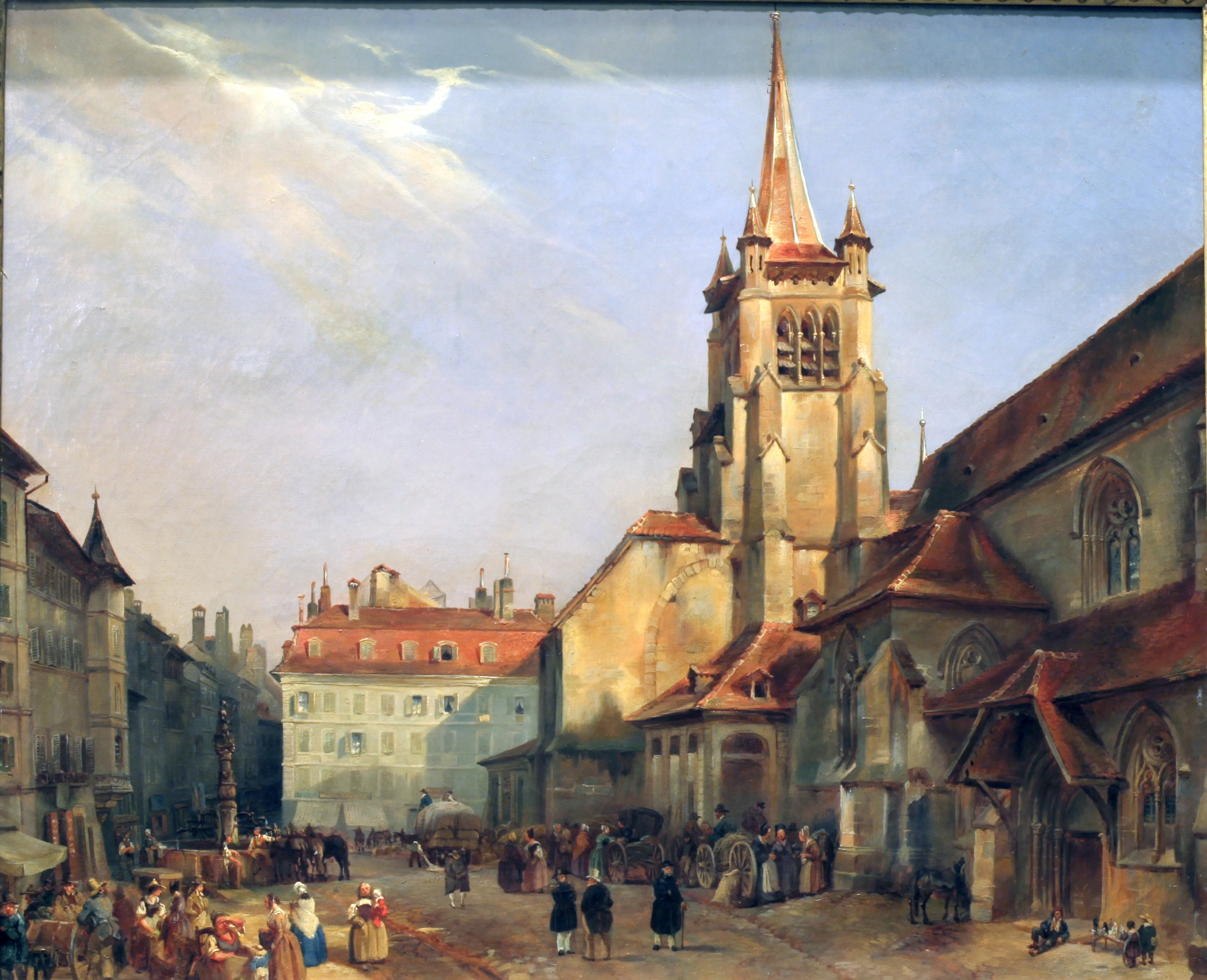
생 프랑수아 광장, 1840년경

발터 미텔홀저가 250m 상공에서 찍은 항공 사진 (1919)

로마 제국이 멸망한 후, 불안정한 로잔의 주민들은 방어하기 더 쉬운 구릉지인 현재의 중심부로 이전해야 했다. 수용소에서 나온 도시는 사보이 백작과 로잔 주교가 다스렸다. 이곳은 베른의 군대에 침략을 받았고, 1536년에서 1798년까지 그들의 지배하에 있었다. 우상파괴주의자인 베른인들은 로잔 대성당의 로마 가톨릭 장식을 벗겨냈고, 대성당에 매달린 태피스트리를 비롯한 많은 문화재가 파괴하고, 영구적으로 제거했다. 로잔은 그것들을 되찾기 위해 반복적으로 요청했지만, 반환되지 않았다.
1685년 낭트 칙령이 폐지된 후 로잔은 (제네바와 함께) 프랑스 위그노의 피난처가 되었다. 1729년에 앙트와네 쿠르(Antoine Court)와 벤자민 뒤플랑(Benjamin Duplan)은 신학교를 함께 개설했다. 1750년경 90명의 목사들이 비밀리에 일하기 위해 프랑스로 다시 보내졌다. 이 숫자는 400명으로 증가했을 것이다. 공식적인 박해는 1787년에 끝났다. 1808년에 개신교 신학부가 몽토방에 설립되었고, 로잔 신학교는 1812년 4월 18일 마침내 폐쇄되었다. 나폴레옹 전쟁 동안 도시의 위상은 바뀌었다. 로잔은 1803년에 새로 형성된 스위스주의 주도가 되었고, 보주는 그 아래에서 서약동맹에 합류했다.

### 현대사와 유산
1923년에 이 도시는 현대 터키공화국을 수립한 로잔 조약이 체결된 장소였다. 1964년에 로잔은 스위스 박람회를 개최하여 주요 국제 행사를 주최할 수 있는 새로운 자신감을 보여주었다.
1950년대부터 1970년대까지 많은 이탈리아인, 스페인인, 포르투갈인이 로잔으로 이주하여 주로 산업 교외인 레낭에 정착했다.
이 도시는 유럽 예술가들의 피난처 역할을 했다. 로잔에서 정신과 의사의 보살핌을 받는 동안 T. S. 엘리엇은 1922년 시 〈황무지〉(The Waste Land)의 대부분을 지었다. (“나는 레만의 물가에 앉아서 울었다”) 어니스트 헤밍웨이도 1920년대에 아내와 함께 휴가를 위해 파리에서 방문했다. 사실, 역사가 에드워드 기번과 낭만주의 시대의 시인 셸리와 바이런과 같은 많은 창의적인 사람들이 로잔이나 그 근처에서 체류하고, 거주하며 일했다.
이 도시는 전통적으로 조용했지만, 1960년대 후반과 1970년대 초반에 일련의 시위가 일어나 젊은이와 경찰 사이의 긴장이 고조되었다. 1980년대 초, 로잔 부즈(Lôzane Bouge) 항의는 시당국에 “자치 센터를 열고, 영화 티켓 가격을 낮추고, 대마초를 자유화하고, 동성애자에 대한 기록을 유지하는 과정을 중단할 것”을 요구했다. 2003년에는 G8 회의를 반대하는 시위도 발생했다.

## 지리

### 지형

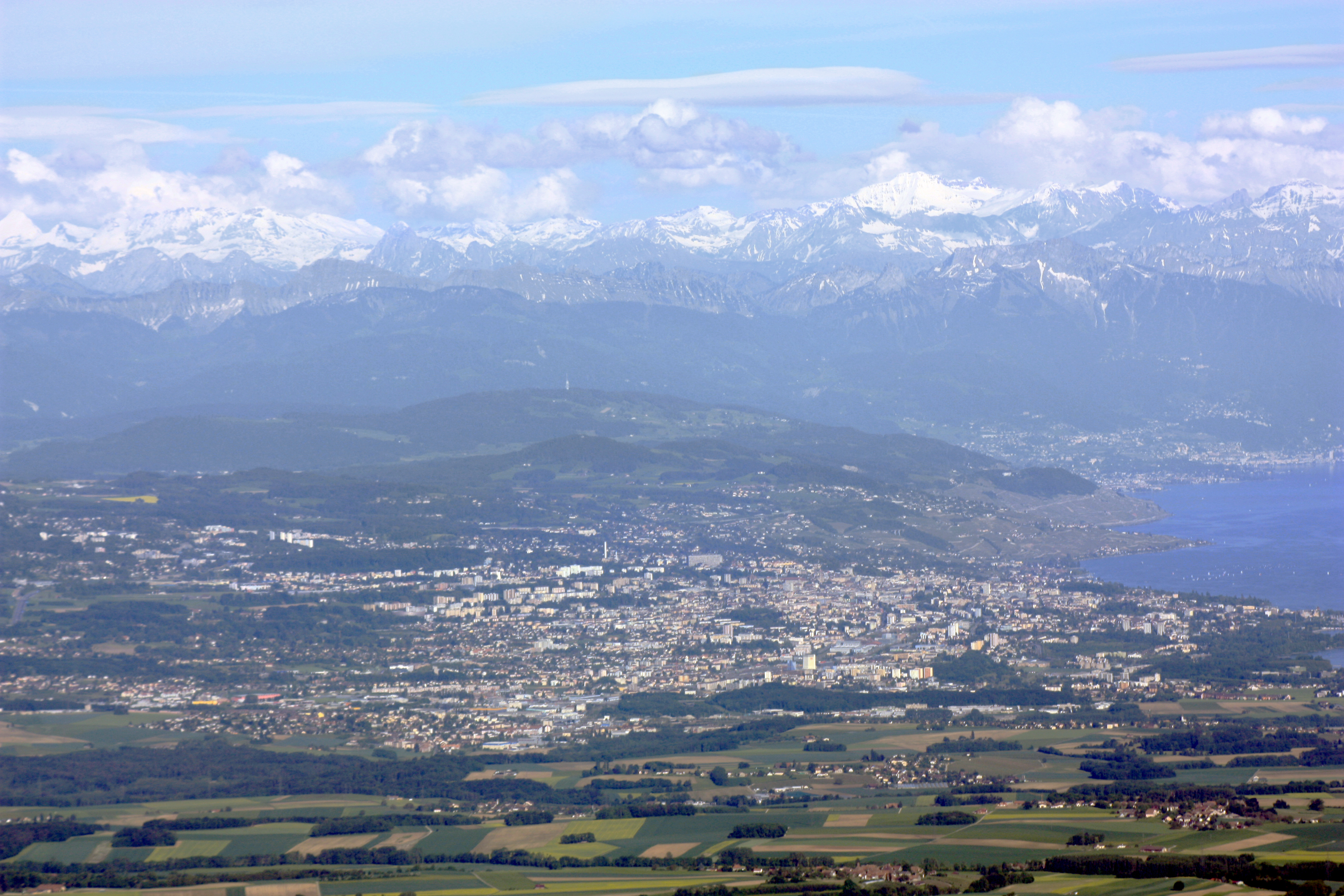
로잔, 제네바 호수와 알프스 산맥의 집결지

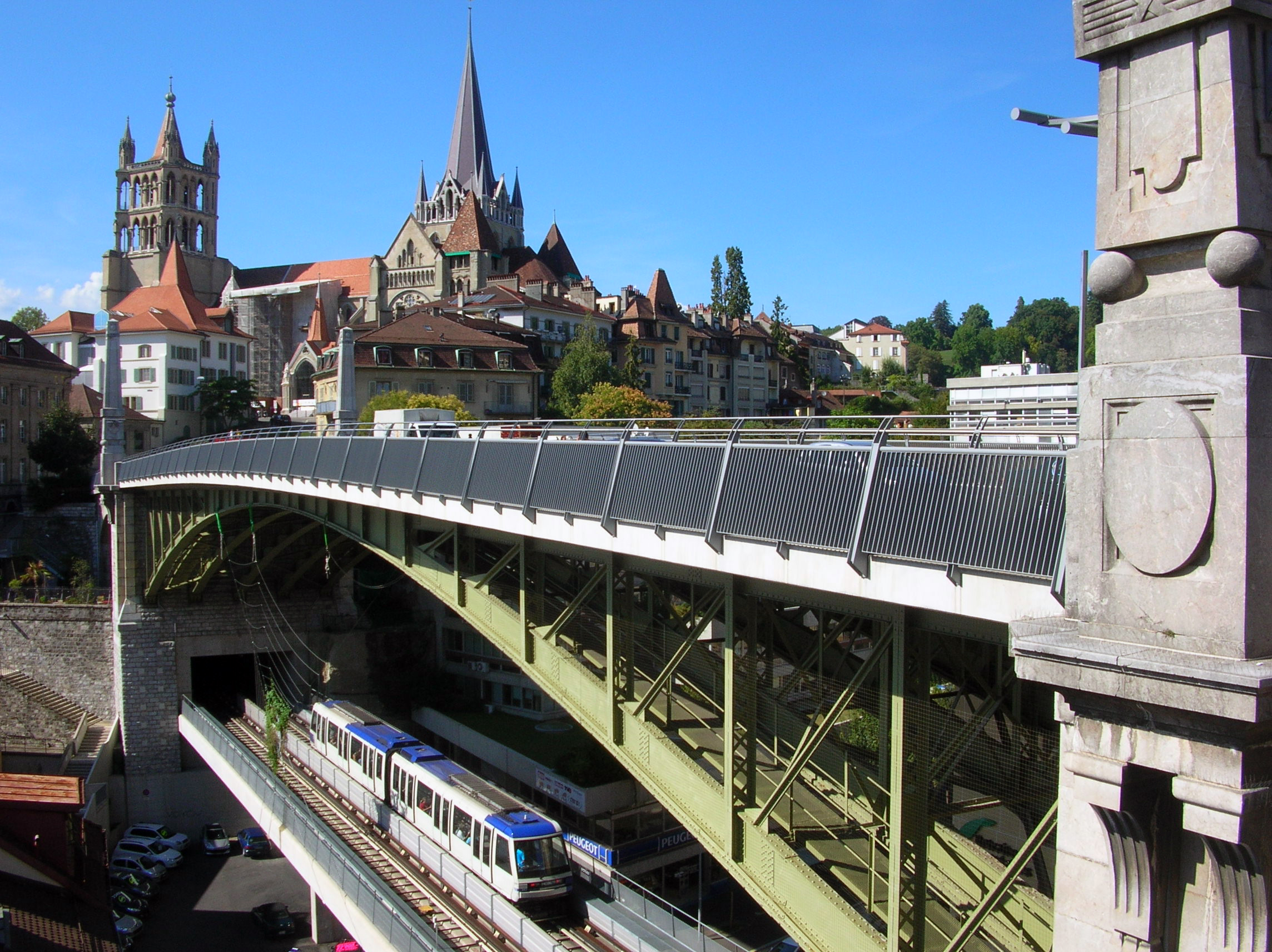
샤를-베시에르 다리와 로잔 지하철. 배경에는 노트르담 대성당과 구시가지가 있다.

로잔 주변 지역의 가장 중요한 지리적 특징은 제네바 호수(프랑스어로는 레만호)이다. 로잔 주변 지역의 가장 중요한 지리적 특징은 제네바 호수(프랑스어로 Lac Léman)이다. 로잔은 스위스 고원의 남쪽 경사면에 지어졌으며, 우시(Ouchy)의 호숫가와 르 몽-슈흐-로잔 및 에발린제(Épalinges)와 접하는 북쪽 가장자리 사이에 약 500m의 고도 차이가 있다. 로잔은 호수와 스위스 및 사보이 알프스의 극적인 파노라마를 자랑한다.
일반적으로 남쪽으로 기울어진 배치 외에도 도시의 중심은 19세기부터 흘러온 오래된 강인 플롱강이 있는 곳이다. 이전의 강은 일반적으로 현재 루 첸트랄레(Rue Centrale)의 경로를 따라 구시가지 남쪽의 도시 중앙을 가로지르는 협곡을 형성하며, 여러 개의 다리가 저지대를 가로지르며 이웃 지역을 연결한다. 고도 차이가 상당하기 때문에 방문객들은 어느 고도면에 있는지, 어디로 가고 싶은지 메모해야 한다. 그렇지 않으면 지나가려는 도로의 수십 미터 아래 또는 위쪽에 있는 자신을 발견하게 된다. 플롱이라는 이름은 협곡에 위치한 지하철 역 이름에도 사용된다.
지자체에는 다음과 같은 마을이 포함된다.
- 비디 (Vidy)
- 쿠 (Cour)
- 오시 (Ouchy)
- 모흐넥스 (Mornex)
- 샤이 (Chailly)
- 라 살라즈 (La Salaz)
- 베네 (Vennes)
- 몽블레송 (Montblesson)
- 베르세즈 레블랑 (Vers-chez-les-Blanc)
- 몽테롱 (Montheron)
- 샬레 따 고베 (Chalet-à-Gobet) (871m)
- 베르낭 (Vernand) 월경지

로잔은 동쪽으로 라보(Lavaux)와 서쪽으로 라 코떼(la Côte)의 광대한 와인 재배 지역 사이의 경계에 위치해 있다.
로잔의 면적은 2012-2014년 기준으로 41.38–41.37K㎡이다. (계산 방법에 따라 다름) 이 면적 중 6.22k㎡ (15.0%)가 농업 목적으로 사용되는 반면 16.06k㎡ (38.8%)는 삼림으로 구성되어 있다. 나머지 토지 중 19.00k㎡ (45.9%)가 정착(건물 또는 도로), 0.08k㎡ (0.2%)가 강 또는 호수이고 0.01k㎡ (0.0%)는 불모지이다.

### 기후
로잔은 연간 평균 119.7일의 비 또는 눈이 내리며 평균 강수량은 1,153mm이다. 가장 습한 달은 5월로 이 기간 동안 로잔에는 평균 117mm의 비가 내린다. 5월의 평균 강수량은 12.1일이다. 연중 가장 건조한 달은 2월로 8.8일 동안 평균 강수량이 67mm이다. Lausanne-Pully의 USDA Hardiness Zone은 지난 20년(1997-2016) 동안 평균 최저 온도가 –7.0°C 인 8b이다.

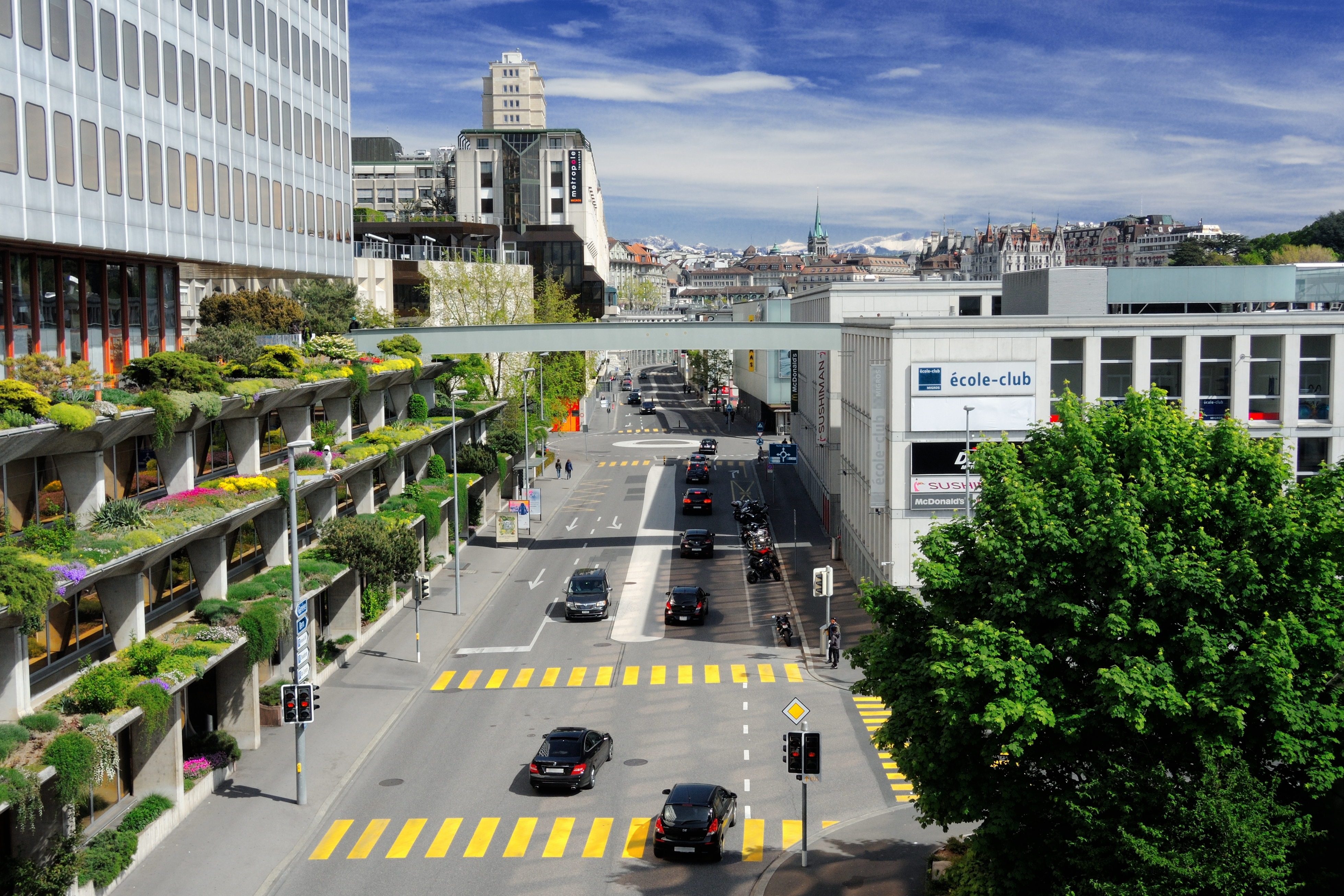
봄
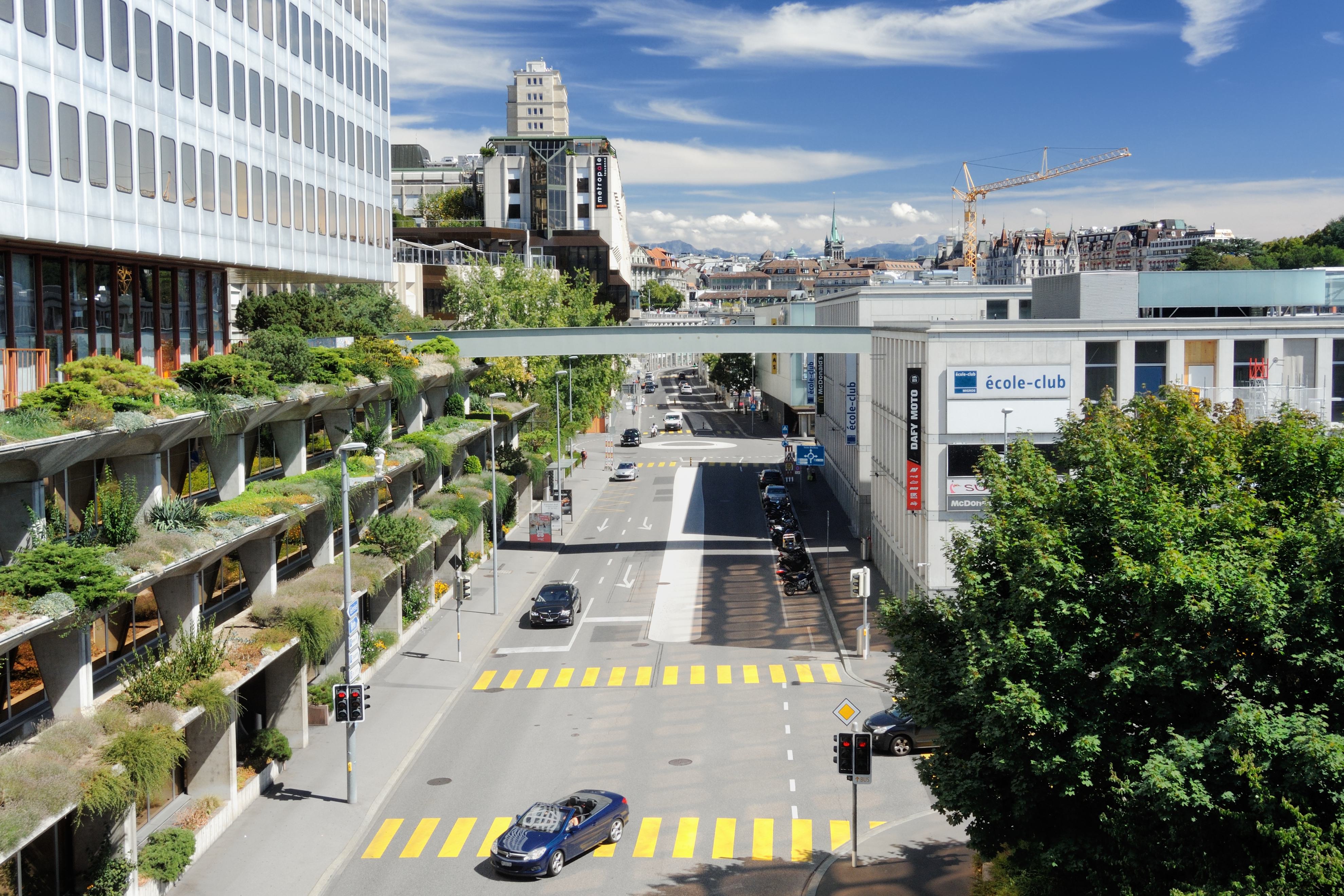
여름
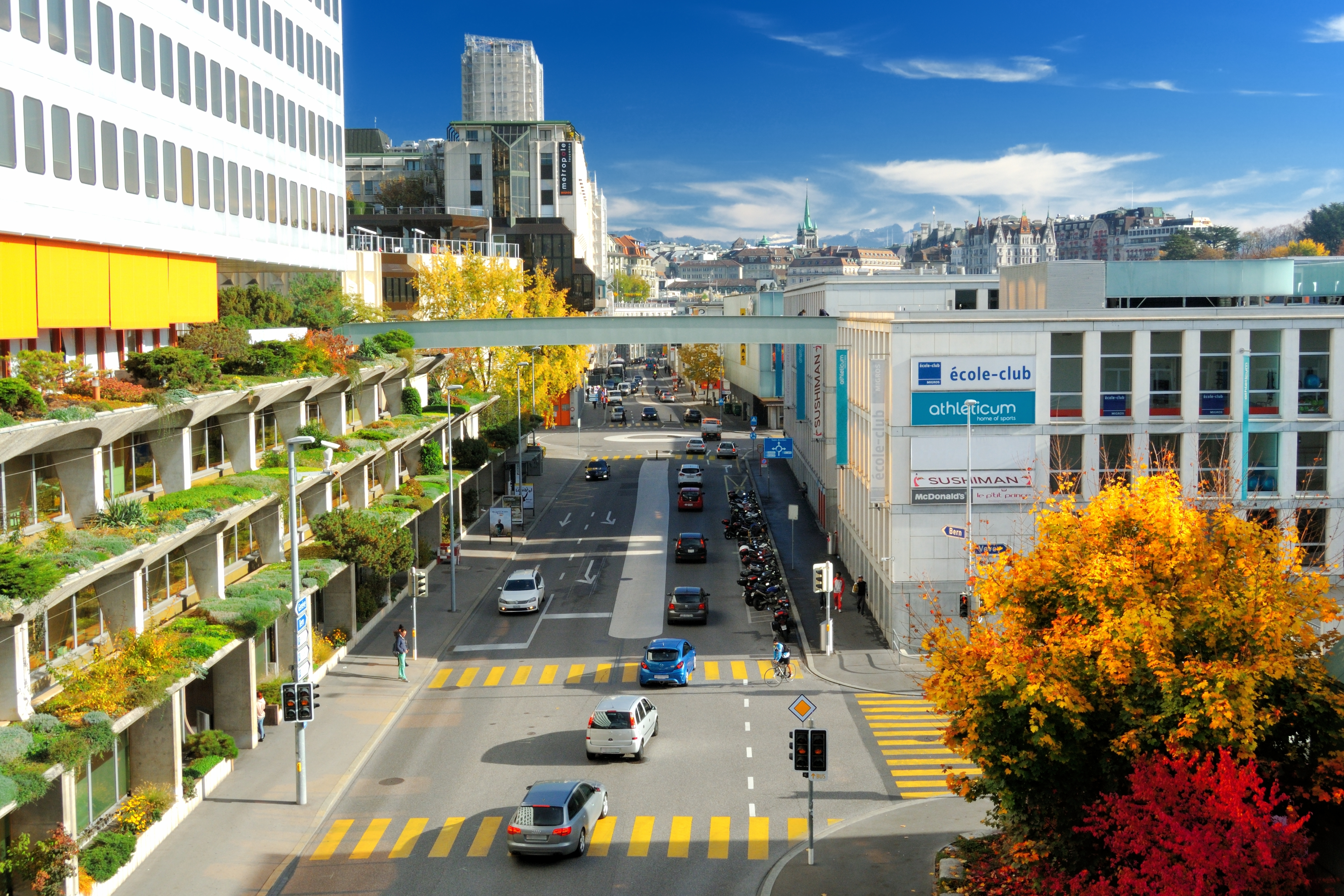
가을
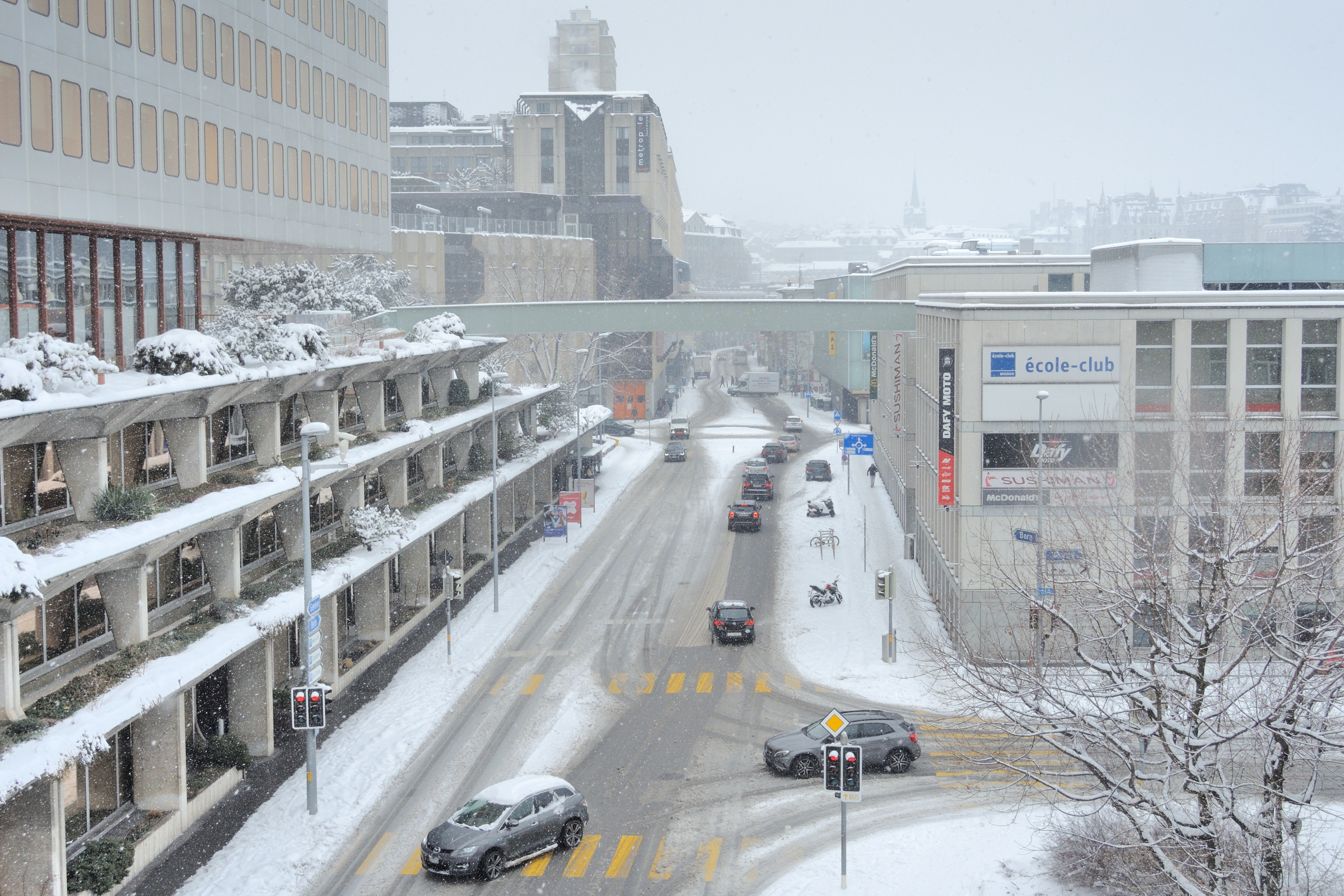
겨울

| 로잔의 기후                                                             | 로잔의 기후 | 로잔의 기후 | 로잔의 기후 | 로잔의 기후 | 로잔의 기후 | 로잔의 기후 | 로잔의 기후 | 로잔의 기후 | 로잔의 기후 | 로잔의 기후 | 로잔의 기후 | 로잔의 기후  | 로잔의 기후  |
| 월                                                                      | 1월         | 2월         | 3월         | 4월         | 5월         | 6월         | 7월         | 8월         | 9월         | 10월        | 11월        | 12월         | 연간         |
| ----------------------------------------------------------------------- | ----------- | ----------- | ----------- | ----------- | ----------- | ----------- | ----------- | ----------- | ----------- | ----------- | ----------- | ------------ | ------------ |
| 역대 최고 기온 °C (°F)                                                  | 14.9 (58.8) | 15.8 (60.4) | 22.6 (72.7) | 25.5 (77.9) | 31.3 (88.3) | 33.6 (92.5) | 35.2 (95.4) | 37.1 (98.8) | 28.6 (83.5) | 25.4 (77.7) | 19.8 (67.6) | 17.7 (63.9)  | 37.1 (98.8)  |
| 일평균 최고 기온 °C (°F)                                                | 4.7 (40.5)  | 5.9 (42.6)  | 10.5 (50.9) | 14.6 (58.3) | 18.9 (66.0) | 22.8 (73.0) | 25.0 (77.0) | 24.5 (76.1) | 19.8 (67.6) | 14.6 (58.3) | 8.9 (48.0)  | 5.4 (41.7)   | 14.6 (58.3)  |
| 일일 평균 기온 °C (°F)                                                  | 2.7 (36.9)  | 3.3 (37.9)  | 7.0 (44.6)  | 10.6 (51.1) | 14.6 (58.3) | 18.4 (65.1) | 20.5 (68.9) | 20.1 (68.2) | 16.0 (60.8) | 11.7 (53.1) | 6.7 (44.1)  | 3.5 (38.3)   | 11.3 (52.3)  |
| 일평균 최저 기온 °C (°F)                                                | 0.7 (33.3)  | 0.8 (33.4)  | 3.7 (38.7)  | 6.8 (44.2)  | 10.7 (51.3) | 14.3 (57.7) | 16.2 (61.2) | 16.2 (61.2) | 12.7 (54.9) | 9.1 (48.4)  | 4.5 (40.1)  | 1.5 (34.7)   | 8.1 (46.6)   |
| 역대 최저 기온 °C (°F)                                                  | −16.7 (1.9) | −12.7 (9.1) | −9.1 (15.6) | −2.9 (26.8) | 2.1 (35.8)  | 5.2 (41.4)  | 9.0 (48.2)  | 8.2 (46.8)  | 4.4 (39.9)  | −1.2 (29.8) | −6.2 (20.8) | −10.1 (13.8) | −16.7 (1.9)  |
| 평균 강수량 mm (인치)                                                   | 75 (3.0)    | 64 (2.5)    | 72 (2.8)    | 84 (3.3)    | 113 (4.4)   | 107 (4.2)   | 103 (4.1)   | 110 (4.3)   | 98 (3.9)    | 111 (4.4)   | 99 (3.9)    | 98 (3.9)     | 1,132 (44.6) |
| 평균 강설량 cm (인치)                                                   | 10.9 (4.3)  | 14.3 (5.6)  | 1.6 (0.6)   | 0.2 (0.1)   | 0.0 (0.0)   | 0.0 (0.0)   | 0.0 (0.0)   | 0.0 (0.0)   | 0.0 (0.0)   | 0.0 (0.0)   | 1.1 (0.4)   | 7.0 (2.8)    | 35.1 (13.8)  |
| 평균 강수일수 (≥ 1.0 mm)                                                | 9.8         | 8.5         | 9.0         | 9.2         | 11.7        | 9.9         | 9.6         | 9.5         | 8.9         | 10.3        | 10.4        | 10.9         | 117.7        |
| 평균 강설일수 (≥ 1.0 cm)                                                | 2.9         | 2.8         | 1.3         | 0.1         | 0.0         | 0.0         | 0.0         | 0.0         | 0.0         | 0.0         | 0.8         | 1.9          | 9.8          |
| 평균 상대 습도 (%)                                                      | 78          | 73          | 68          | 64          | 67          | 66          | 64          | 67          | 73          | 78          | 79          | 79           | 71           |
| 평균 월간 일조시간                                                      | 77          | 109         | 169         | 193         | 213         | 240         | 259         | 241         | 188         | 132         | 79          | 58           | 1,957        |
| 가능 일조율                                                             | 29          | 39          | 48          | 50          | 49          | 55          | 59          | 59          | 53          | 41          | 30          | 23           | 47           |
| 출처 1: 스위스 연방 기상청 (평년값: 1991년~2020년, 극값: 1981년~2010년) |             |             |             |             |             |             |             |             |             |             |             |              |              |
| 출처 2: StatistiqueVaud                                                 |             |             |             |             |             |             |             |             |             |             |             |              |              |

## 인구 통계
로잔의 인구(2020년 12월 기준)는 140,202명이다. 2013년 기준으로 인구의 42%가 거주하는 외국인이었다. 지난 10년(1999-2009년) 동안 인구는 9.9%의 비율로 변화했다. 이주로 인해 8.3%의 비율로, 출생 및 사망으로 인해 2.6%의 비율로 변경되었다. 로잔 광역(그랜드 로잔)의 인구는 402,900명(2014년 12월 기준)이다.
지자체의 인구 중 80,828명 (58%)이 스위스 시민권을 가지고 있지만, 반면 16,908명 (12.1%)은 로잔 출신이며, 2013년 12월에도 여전히 로잔에 거주하고 있다. 같은 주의 타지역 출신인 27,653명 (19.8%)이 있고, 반면 36,276명 (26.0%)은 다른 주의 시민권을 가지고 있다. 외국 국적을 가지고 있는 사람도 58,9562명 (42.0%)이 있다.
2000년 인구 대부분에 해당하는 98,424명 (78.8%)이 프랑스어를 사용했으며, 독일어가 5,365명(4.3%)으로 두 번째로 많이 사용되고, 이탈리아어가 세 번째로 4,976명(4.0%)이 사용하고 있다. 로만슈어를 구사하는 사람도 62명이 있다.
2008년에는 스위스 시민이 840명, 비스위스계 시민이 623명이었고, 같은 기간에 스위스 시민이 862명, 비스위스계 시민이 127명이었다. 이민과 이주를 무시하면 스위스 시민의 인구는 22명 감소하지만, 외국인 인구는 496명 증가했다. 스위스 국내에서 이주한 스위스 남성은 9명, 여성은 57명이었다. 동시에 다른 나라에서 스위스로 이주한 2,230명의 비스위스계 남성과 1,802명의 비스위스계 여성이 있었다. 2008년 전체 스위스 인구 변화(시 경계를 넘는 이동을 포함한 모든 출처에서)는 883명이 증가했고, 비스위스계 인구는 2,221명이 증가했다. 이는 2.6%의 인구 증가율을 나타낸다.
2009년 현재 로잔의 연령 분포는 다음과 같다. 11,818명의 어린이(인구의 9.4%)가 0~9세이고 12,128(9.7%)이 10~19세이다. 성인 인구 중 21,101명(인구의 16.8%)이 20~29세이다. 22,158명(17.6%)는 30세에서 39세 사이, 18,016명(4.4%)는 40세에서 49세 사이, 13,940명(11.1%)가 50세에서 59세 사이이다. 고령자 분포는 60세~69세 사이가 인구의 8.8%에 해당하는 11,041명이며, 70~79세가 8,277명(6.6%), 80~89세가 5,896명(4.7%), 90세 이상이 1,171명(0.9%)이다.

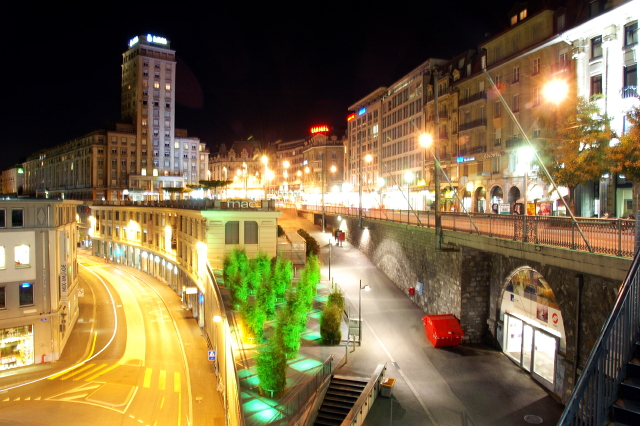
Rue du Grand-Pont에서 본 풍경

2000년을 기준으로 로잔에는 미혼이거나 싱글인 사람이 58,100명이다. 기혼자는 48,990명, 미망인이 7,797명, 이혼한 사람은 10,027명이다.
2000년 기준으로 거실당 평균 거주자 수는 0.64명으로 주 평균 0.61명과 거의 같다. 이 경우 방은 일반 침실, 식당, 거실, 주방, 거주 가능한 지하실 및 다락방으로서 최소 4㎡ 이상의 주택 단위의 공간으로 정의된다. 전체 가구의 약 6.5%가 소유주, 즉 임대료를 내지 않았다. (담보대출 또는 임대차 계약이 있을 수 있음)

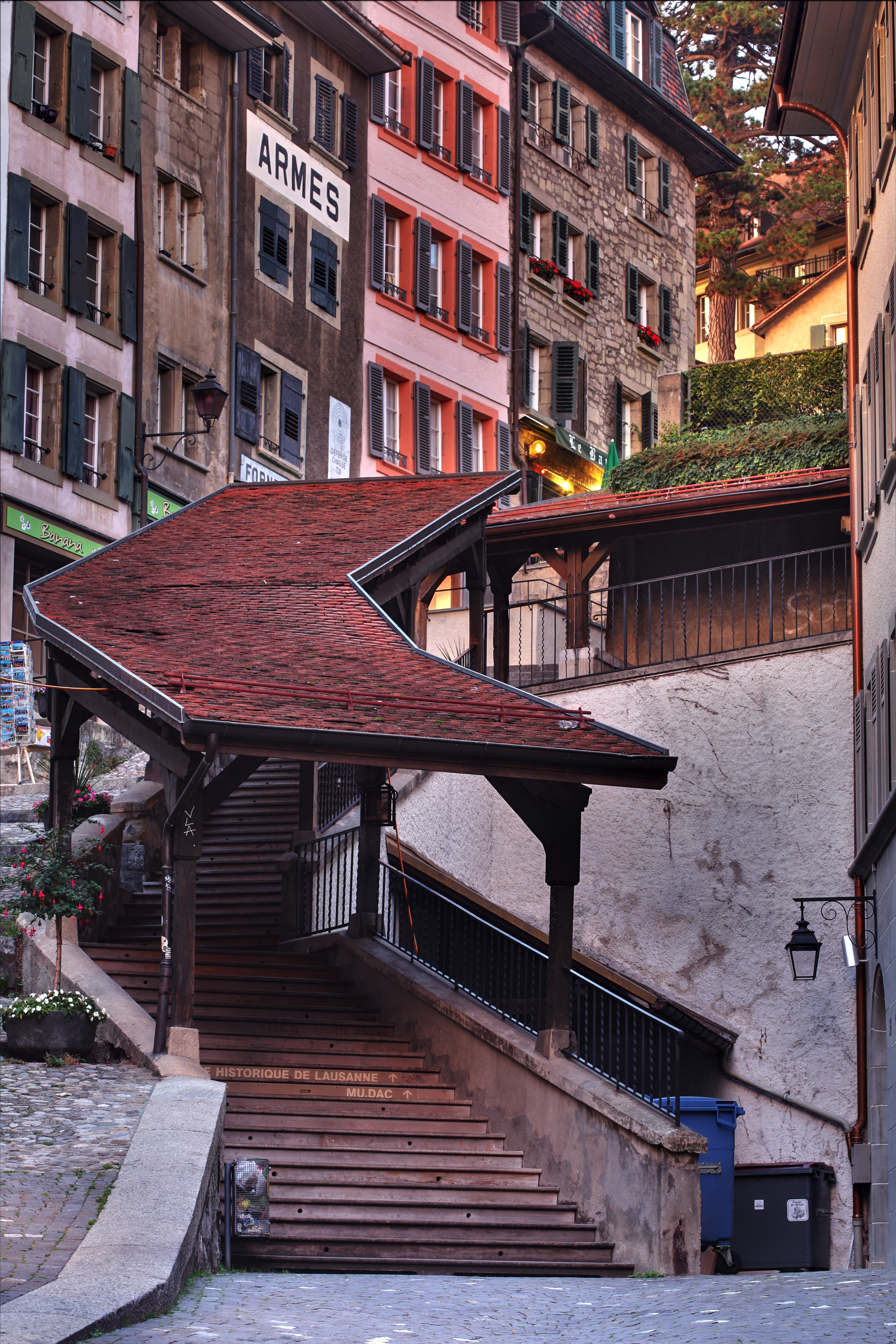
구 시가지의 계단 (escaliers du marché)

2000년 기준으로 로잔의 개인 가구는 62,258세대로 가구당 평균 1.9명이다. 1인 가구가 31,205가구, 5인 이상 가구가 2,184가구였다. 총 63,833가구 중 1인 가구가 48.9%로 부모와 동거하는 성인이 306가구였다. 나머지 가구 중 자녀가 없는 부부는 13,131쌍, 자녀가 있는 부부는 11,603쌍이다. 자녀가 있는 편부모는 3,883명이었다. 혈연관계가 없는 사람이 2,130가구, 기관이나 집단주택이 1,575 가구였다.
2000년에는 총 7,925호의 주거용 건물 중 1,833호(전체의 23.1%)가 단독주택이었다. 다가구는 3,634채(45.9%), 주거용은 1,955채(24.7%), 기타 용도(상업, 공업)는 503채(6.3%)로 가장 많았다. 단독주택 중 1919년 이전에 324채, 1990~2000년 사이에 153채가 건설됐다. 그 다음으로 많은 주택(906채)이 1919년에서 1945년 사이에 지어졌다. 1996년에서 2000년 사이에 180채의 다가구 주택이 건설되었다.
2000년에는 69,383개의 아파트가 로잔에 있었다. 가장 일반적인 아파트 크기는 3개의 방으로 22,408개였다. 1인실 아파트는 9,579채, 5실 이상 아파트는 7,388채였다. 이 중 상시 분양 아파트는 61,056세대(전체의 88.0%), 성수기 분양 아파트는 6840세대(9.9%), 공실은 1487세대(2.1%)였다. 2009년 기준 신규주택 건설률은 인구 1000명당 2.1세대였다.
2003년 현재 로잔의 평균 아파트 임대료는 월 1064.08 스위스 프랑 (CHF)이었다(2003년부터 US$850, £480, €680). 방 1개짜리 아파트의 평균 가격은 597.46 CHF(US$480, £270, €380)였고, 방 2개짜리 아파트는 약 792.33 CHF(US$630, £360, €510)였고, 방 3개짜리 아파트는 약 1044.64 CHF(US$840, £470, €670) 및 6개 이상의 방 아파트 비용은 평균 2024.55 CHF(US$1620, £910, €1300)이다. 로잔의 평균 아파트 가격은 전국 평균 1116CHF의 95.3%였다. 2010년 로잔의 공실률은 0.17%였다.
역사적 인구는 다음의 차트와 같다:

### 종교
16세기 종교개혁 이후 이 도시는 20세기 후반까지 대부분 개신교도였으며, 특히 가톨릭 국가들로부터 상당한 이민을 받았다. 가톨릭은 이제 도시 인구의 다수를 형성한다. 유대인 공동체는 로잔 회당에 모인다.
2000년 인구 조사에서 47,225명(인구의 37.8%)이 로마 가톨릭 신자였으며 33,993명(27.2%)이 스위스 개혁 교회에 속해 있었다. 나머지 인구 중 정교회 교인은 2,698명(2.16%), 크리스찬 가톨릭 교회 교인은 65명(0.05%), 다른 기독교 종파의 교인은 4,437명(3.55%)이었다. 유태인은 849명(0.68%), 무슬림은 7,501명(6.00%)이었다. 불교도는 452명, 힌두교도는 772명이었다. 다른 교회에 속한 343명. 무교인 21,080명(16.88%), 불가지론자· 무신론자 7,590명(6.08%)이 질문에 답하지 않았다.

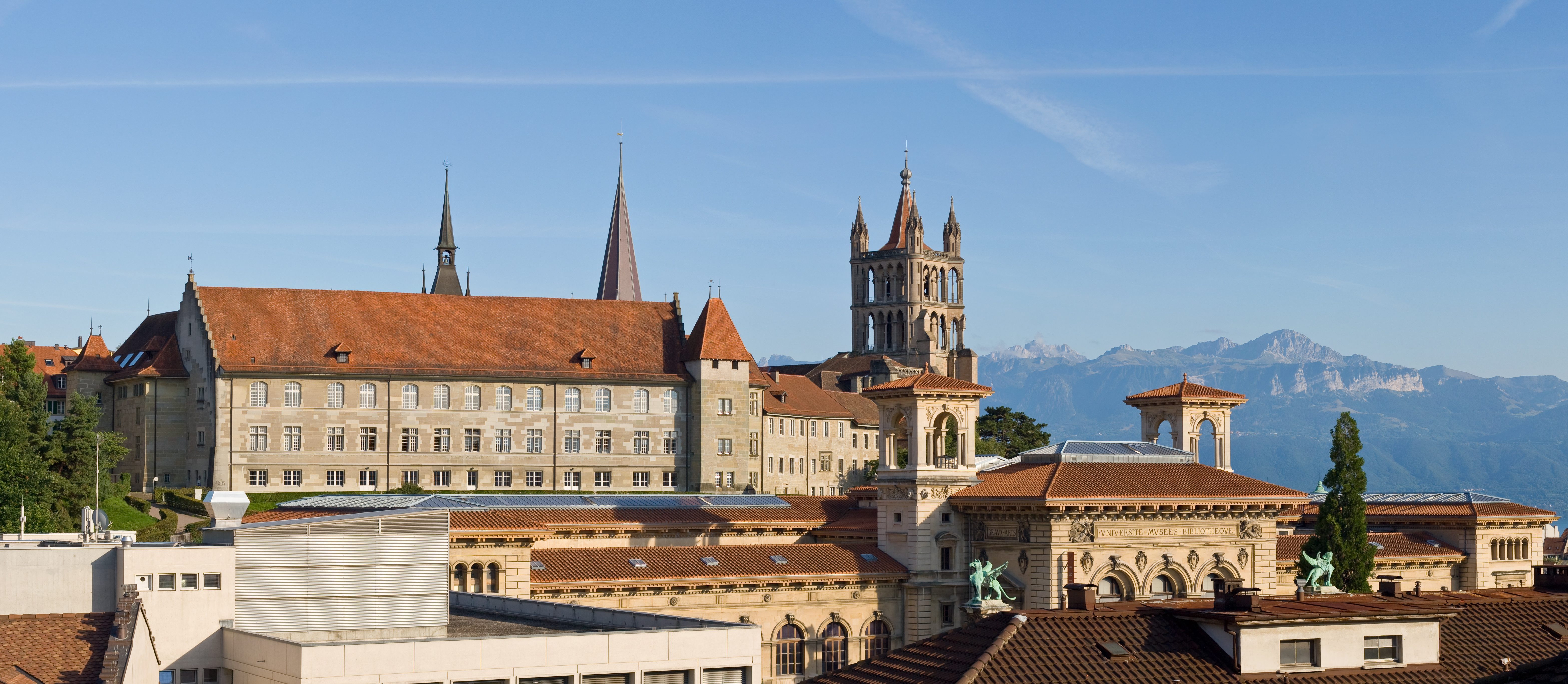
로잔의 스카이라인를 지배하는 개신교 노트르담 성당 (좌: Old Academy, 우: 팔레 드 루미네).

## 경제

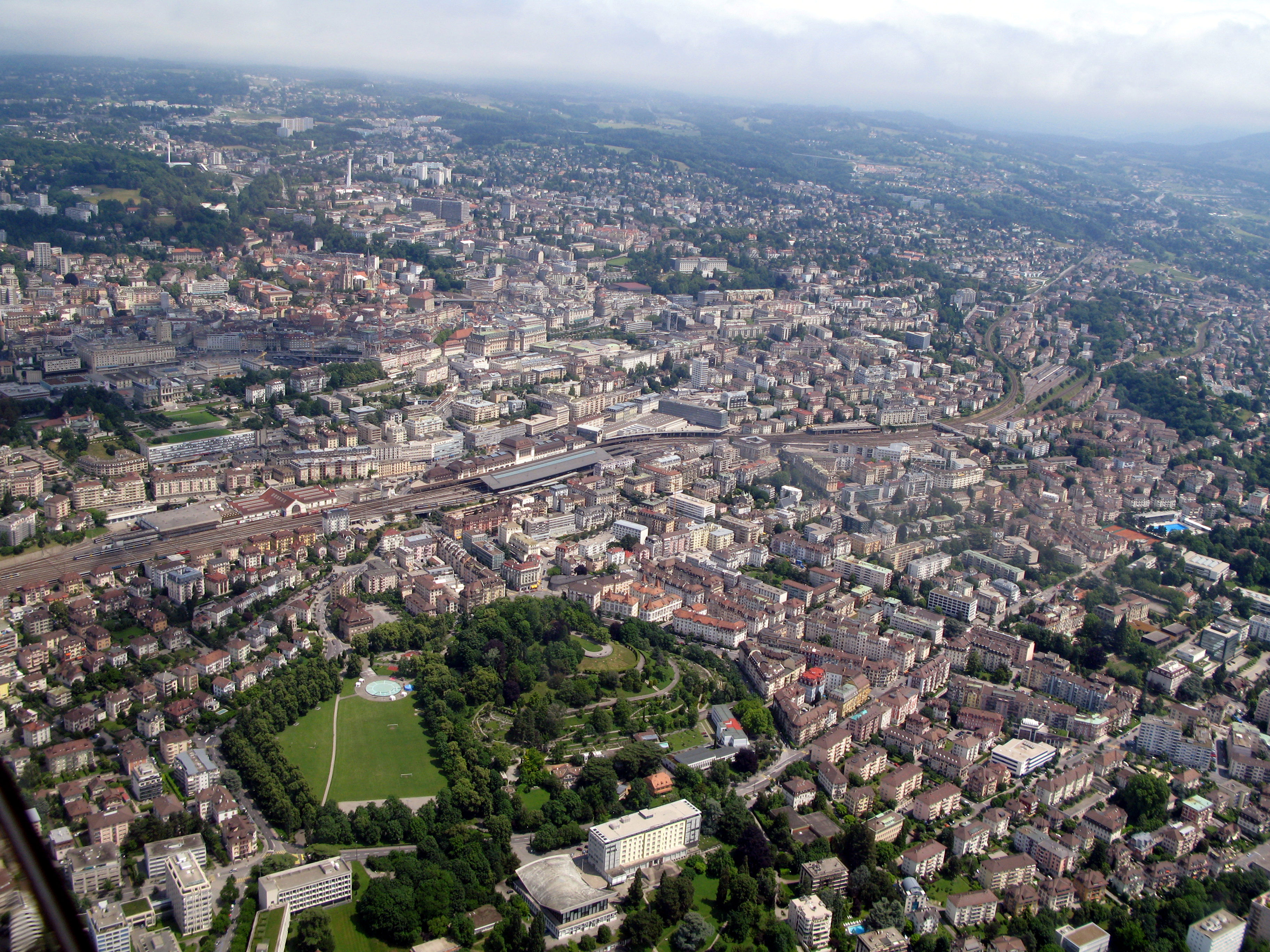
가운데 로잔역과 밀랑 공원 (아래)

2010년 현재 로잔의 실업률은 8%이다. 2008년 기준으로 1차 경제 부문에 114명이 고용되어 있으며 이 부문에 약 25개 기업이 참여하고 있다. 6,348명이 2차 부문에 고용되었고, 이 부문에 698개의 기업이 있었다. 83,157명이 3차 부문에 고용되었으며 이 부문에는 6,501개의 기업이 있다.
59,599명의 지자체 거주자가 고용되었으며, 그중 여성이 노동력의 47.4%를 차지했다. 2008년에 정규직에 상응하는 총 일자리수는 75,041개였다. 1차 부문의 일자리 수는 93개였으며, 그중 56개는 농업, 34개는 임업 또는 목재 생산, 3개는 어업 또는 어업이었다. 2차 부문의 일자리 수는 6,057개였으며 그 중 제조업 1,515개(25.0%), 광업 24개(0.4%), 건설 3,721개(61.4%)였다. 3차 부문의 일자리는 68,891개였다. 3차 부문에서 8,520명(12.4%)이 도소매 또는 자동차 수리업에, 2,955명(4.3%)이 물품 이동 및 보관에, 4,345명(6.3%)이 호텔·레스토랑에, 4,671명(6.8%)이 정보업에, 6,729명(9.8%)가 보험 또는 금융 산업에 종사했다. 8,213명(11.9%)은 기술 전문가 또는 과학자로, 5,756명(8.4%)은 교육에, 14,312명(20.8%)가 의료 분야에 종사했다.
2000년에 55,789명의 로잔 내부로 통근하는 근로자가 있었고, 19,082명의 근로자가 외부로 출퇴근했다. 지자체는 근로자의 순수입 주이며, 1명이 전입할 때마다 약 2.9명의 근로자가 전출하고 있다. 로잔으로 들어오는 노동력의 약 1.9%는 스위스 외부에서 오고, 현지인의 0.1%는 일을 위해 스위스 외부로 출퇴근한다. 근로 인구의 40.9%가 대중교통을 이용하여 출퇴근하고, 35.1%가 자가용을 이용하였다.
로잔과 그 대도시 지역에 본사를 둔 대기업은 다음과 같다.
- 로지텍, 컴퓨터 주변기기
- 네스프레소, 커피 (네슬레의 운영 단위)
- 담배회사 필립 모리스 인터내셔널 .
- 밥스트 SA, 기계류
- Eni Suisse SA, 석유 및 가스
- Kudelski 그룹, IT

## 교통

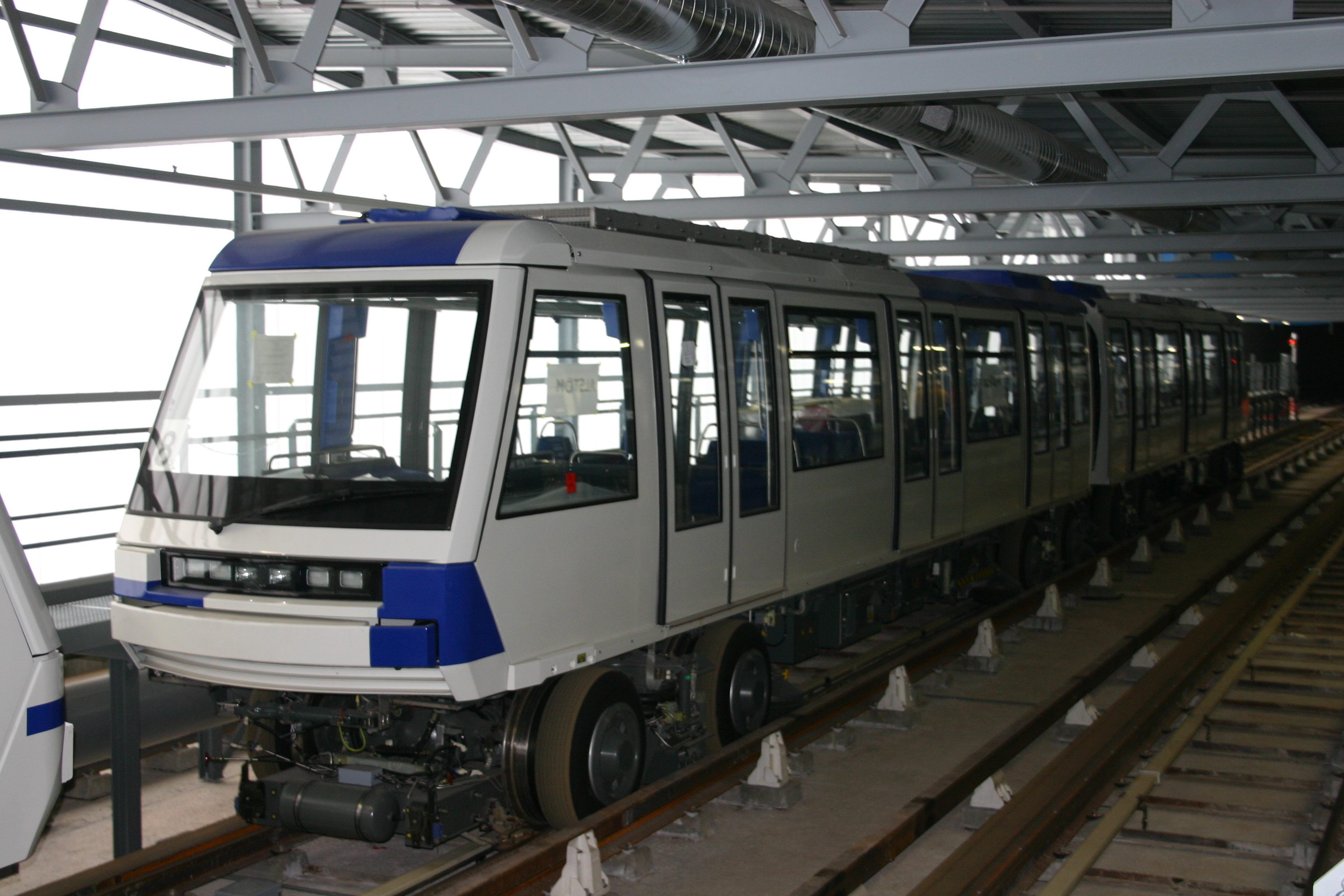
로잔 메트로는 고무 타이어 지하철 시스템이다

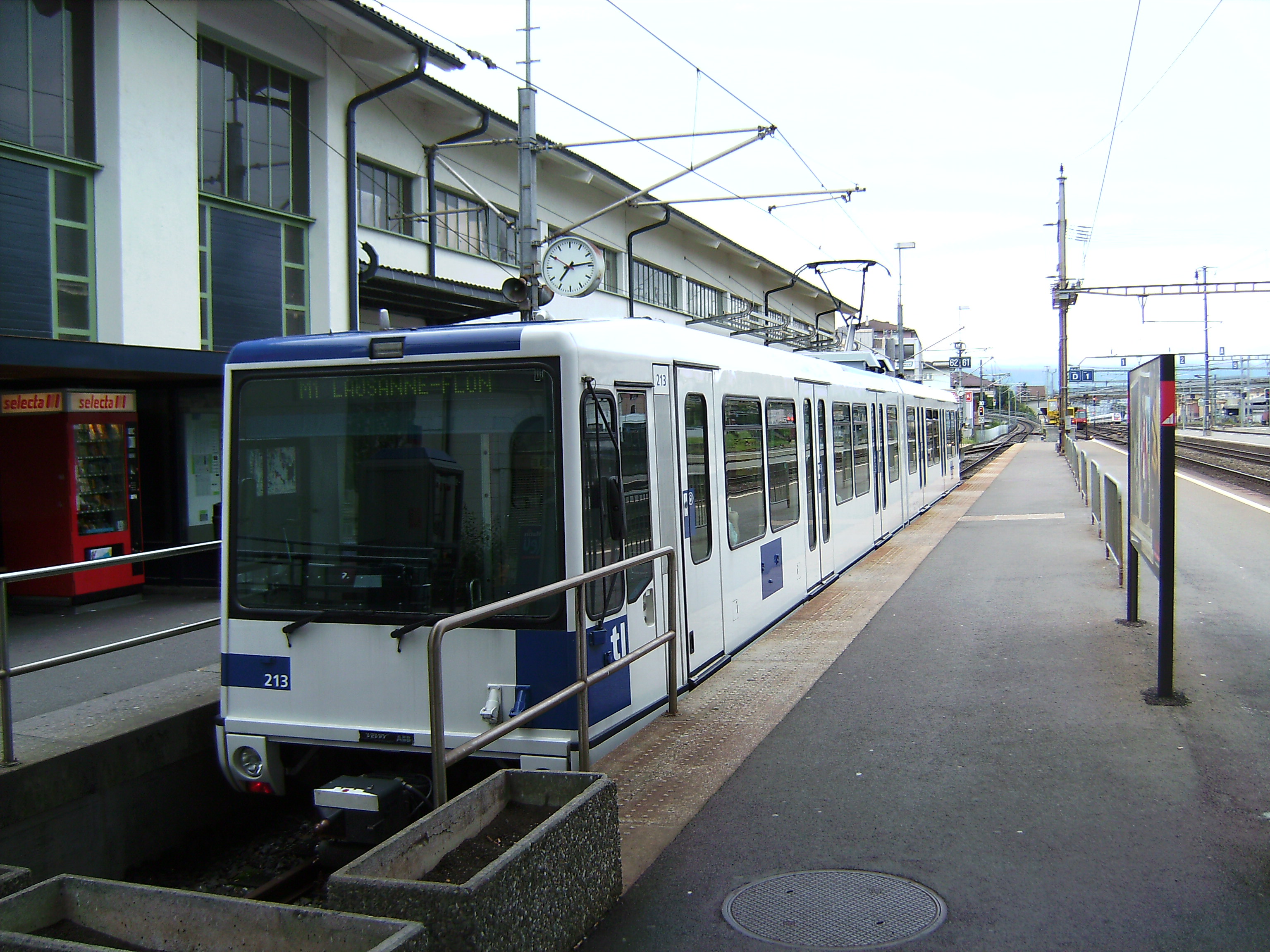
로잔 트램은 완전히 예비된 선로, 단일 노선, 심지어 지하에 있다.

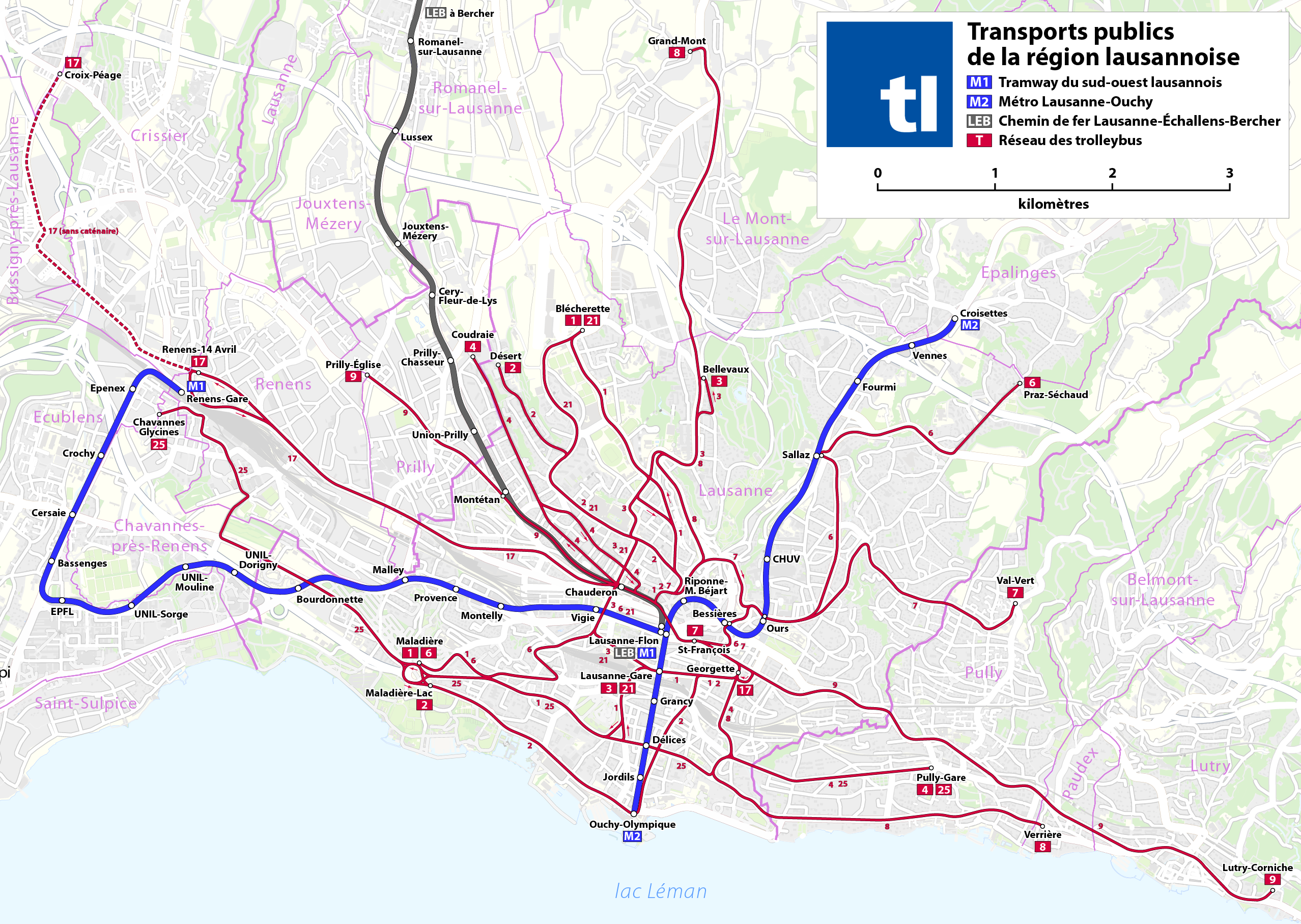
대중교통망

로잔은 지역, 국내 및 국제 대중 교통의 광범위한 네트워크로 연결된다. 스위스 연방 철도의 국내 및 국제 여객 열차는 RER 보 통근 철도 시스템의 허브이기도 한 로잔역에서 출발하며, 시내의 메트로가 정차한다. 메트로와 지역 버스는 로잔 지역 운수(TL)에서 운영하며 많은 노선이 무궤도 전차를 사용한다. 추가 통근열차는 로잔 - 플롱역에서 로잔-베르세선(LEB)으로 운행된다. 제네바 호수를 가로지르는 선박은 레만호 종합 항운(CGN)이 제공한다.
로잔 메트로는 2008년 10월에 개통한 M2 라인과 함께 스위스에서 최초로 고무 타이어 시스템을 갖춘 지하철이다. 철도 차량은 파리 메트로 14호선에 사용된 것보다 짧은 버전이다. 트램의 재도입과 같이 시스템의 추가 확장이 계획되어 있다.
로잔은 서쪽(제네바 – 취리히 축)에서 A1 고속도로와 연결되어 있고 북쪽과 동쪽에서 A9 고속도로(이탈리아 및 프랑스로의 환승용)에 연결되어 있다. 이 두 고속도로 사이의 교차로가 도시의 북서쪽에 있다.
로잔 공항은 블레체레테(Blécherette)에 있으며 보잉 737 시뮬레이터도 있다. 또한 제네바 국제공항까지 기차로 1시간에 4회씩 운행하며, 42분이 소요된다.

## 교육

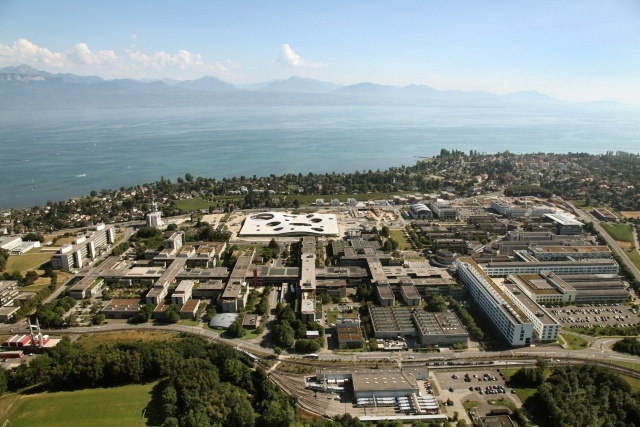
로잔 연방 공과대학교와 로잔 대학교는 제네바 호수 근처 큰 캠퍼스를 형성한다

로잔에서는 인구의 약 40,118명(32.1%)이 비필수 고등교육을 이수했으며 22,934명(18.4%)이 추가 고등교육(대학 또는 응용학문대학)을 마쳤다. 고등교육을 이수한 22,934명 중 38.7%가 스위스 남성, 31.3%가 스위스 여성, 17.1%가 비스위스계 남성, 12.9%가 비스위스계 여성이었다.
2009/2010 학년도에 로잔 학군에는 총 12,244명의 학생이 있었다. 보주의 학교 시스템에서는 정치 구역에서 2년간의 비의무 유아원을 제공한다. 학년도 동안 정치 지구는 총 2,648명의 어린이에게 유치원 보육을 제공했으며, 그중 1,947명의 어린이(73.5%)가 보조금을 받는 유치원 보육을 받았다. 주의 초등학교 프로그램은 학생들이 4년 동안 출석해야 한다. 시립 초등학교 프로그램에는 6,601명의 학생이 있었다. 의무 중학교 과정은 6년 동안 지속되며, 해당 학교의 학생은 5,244명이다. 또한 홈스쿨링을 하거나 다른 비전통 학교에 다니는 399명의 학생이 있었다.
2000년 기준으로 로잔에는 다른 지자체에서 온 12,147명의 학생이 있었고 2,258명의 거주자는 지방 자치 단체 외부의 학교에 다녔다.

### 교육 기관
로잔은 세계적인 교육 기관이 자리잡고 있는 도시로도 유명하다.
- 로잔 예술 대학교(École cantonale d'art de Lausanne, ÉCAL)
- 국제경영대학원(IMD、International Institute for Management Development)
- 로잔경영대학원(BSL, Business School Lausanne)
- 로잔 대학교(Université de Lausanne)：1537년에 문을 연 대학교.
- 로잔 연방 공과대학교(École polytechnique fédérale de Lausanne、EPFL) : 스위스 연방의 두 연방대학교 중 하나

## 관광

### 국가중요문화재
국가적으로 중요한 스위스 문화유산으로 등재된 46개의 건물 또는 유적지가 있다. 또한, 로잔의 구시가지 전체와 베르낭 데수스(Vernand-Dessus) 지역은 스위스 유산 목록에 등재되어 있다.
- 로잔대성당

### 박물관
- 올림픽 박물관(Musée Olympique)
- 아치줌
- 볼로 박물관
- 엘리제 박물관
- 아웃사이더 아트 컬렉션
- 현대 디자인 및 응용 예술 박물관
- 로잔 역사 박물관

### 문화
오케스트라드 샹브르 드 로잔(Orchestre de chambre de Lausanne), 로잔 오페라 및 앙상블 보컬 드 로잔(Ensemble vocal de Lausanne)은 다양하고 풍부한 음악적 삶을 제공한다. 후자는 수년 동안 미셸 코르보(Michel Corboz)의 지휘 아래 있었다.
1월에는 유명한 댄스 경연인 프리 드 로잔(Prix de Lausanne)이 일주일 동안 팔레 드 볼리외(Palais de Beaulieu, 스위스에서 가장 큰 극장)에서 열린다. 이 행사는 댄서들과 전 세계의 무용계의 거물들을 끌어들인다.
스위스 필름 아카이브는 로잔에 기반을 두고 있으며, 도시에서는 영화제 시네마 다프리크(Festival cinémas d'Afrique)와 로잔 언더그라운드 영화 및 음악 축제(Lausanne Underground Film and Music Festival)와 같은 영화제를 개최 한다. 현대 영화관 외에도 캐캐피톨르(Capitole, 1929년부터 운영)은 스위스에서 가장 큰 영화관(현재 867석)이다.
이 도시는 유로비전 송 컨테스트 1989(Eurovision Song Contest 1989)를 주최했다. 매년 7월, 도시의 구시가지에서 Festival de la cité가 열린다. 다른 음악 축제로는 가을시즌의 박물관의 밤(Nuit de musées)을 따라가는 바하 축제(Bach Festival), Festival et concours Bach de Lausanne 등이 있다.
로잔은 또한 베자르트 발레단의 고향이기도 하다.

## 스포츠

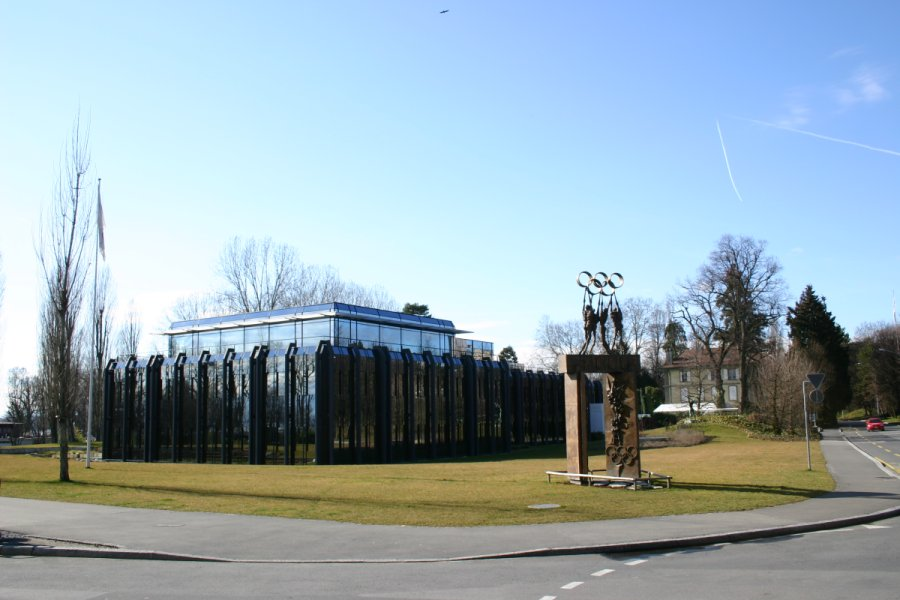
국제 올림픽 위원회 건물

로잔은 인근 호수에서 수상 스포츠를 즐길 수 있고 인근 산에서 등산을 즐길 수 있는 IOC의 본거지이다. 자전거 타기도 일반적인 여가 활동이며, 주변 언덕의 포도밭에서 광활한 전망과 도전적인 경로를 제공한다. 연례 육상 경기 대회(Athletissima), 도시를 가로 지르는 도로(로잔 20km), 투르 드 로만디 로드 사이클링 경주, 로잔 마라톤 및 철인 3종 경기가 있다. 다른 스포츠 이벤트 중에서 경쟁. 가장 중요한 두 스포츠는 아이스하키와 축구이다. 로잔은 2020년 동계 청소년 올림픽과 2020년 IIHF 세계 선수권 대회를 개최했다.

### 현지팀
- 로잔 하키 클럽
- 로잔-스포츠 축구 클럽
- 로잔-스포츠 아비론 조정 클럽
- 로잔 상어 미식 축구 클럽
- 스위스 밴디 연맹
- 스타드 로잔 럭비 클럽
- 로잔 대학교 클럽(Luc) 럭비

### 국제기관
로잔은 국제 올림픽 위원회 (IOC), 스포츠 중재 재판소 (CAS) 및 기타 많은 국제 스포츠 협회의 본부를 주최한다.
- 유럽 육상 협회 (EAA)
- 국제야구연맹 (IBAF)
- 국제 승마 연맹 (Federation Equestre Internationale, FEI)
- 국제 펜싱 연맹 (International Fencing Federation, FIE)
- 국제 골프 연맹 (IGF)
- 국제 체조 연맹 (Fédération Internationale de Gymnastique, FIG)
- 국제 하키 연맹 (International Hockey Federation, FIH)
- 국제 조정 연맹 (국제 조정 연맹, FISA)
- 국제 빙상 연맹 (ISU)
- 국제 수영 연맹 (국제 수영연맹, FINA)
- 국제 탁구 연맹 (ITTF)
- 국제 트라이애슬론 연맹 (ITU)
- 국제 대학 스포츠 연맹 (Fédération Internationale du Sport Universitaire, FISU)
- 국제 배구 연맹 (국제 배구연맹, FIVB)
- 국제 우슈 연맹 (IWUF) [83]
- 세계 항공 스포츠 연맹 (Fédération Aéronautique Internationale, FAI)
- 세계 양궁 연맹 (WA, 국제 양궁 연맹, FITA)
- 국제 체스 연맹 (FIDE)

## 국제 관계
1923년 7월 24일 보리바쥬 궁전에서 로잔 조약이 체결되었다.
2015년 3~4월 미국, 영국, 러시아, 중국 외무장관과 대표단이 보리바쥬 궁전에서 이란 핵 프로그램에 대한 포괄적인 합의를 위한 이란 핵 합의 프레임워크에 대한 협상이 열렸다. 프랑스, 유럽 연합, 독일(P5+1) 및 이란도 주최했다. 2015년 4월 2일 최종 기자 회견이 EPFL 학습 센터에서 열렸다.

## 같이 보기
- 1949년 로잔 회의
- 로잔 조약(1564)
- 로잔 조약(1912)
- 로잔 조약(1923)